# Robert Carlyle
Robert Carlyle OBE (14. travnja 1961.), priznati škotski glumac, obično izabran da glumi negativce i ubojice.

## Životopis
Rodio se u Glasgowskoj četvrti Maryhill, kao sin Elizabeth, zaposlenice autobusne kompanije i Josepha, soboslikara i dekoratera.
Otac Joe odgojio ga je nakon što ih je majka napustila kada je imao 4 godine.
U 21. godini počeo se zanimati za glumu i upisao akademiju.

## Karijera
S Kraljevske škotske akademije za umjetnost i glazbu je i diplomirao. Godine 1991. u 30. godini zajedno s četvoricom prijatelja osniva glumačku družinu i dobiva manju ulogu u seriji "The Bill".
Vrlo se brzo iskazao kao nadareni glumac, pa je do sada snimio trideset i jedan film. Snimao je i za televiziju.
Njegove najbolje uloge su :psihopat Francis Begbie u filmu "Trainspotting", Gaz u filmu "Skidajte se do kraja"(zaradio nagradu BAFTA), i kao Adolf Hitler u biografskom filmu.
Snimao je filmove s velikim glumcima,kao što su Samuel L. Jackson, Rhys Ifans, Pierce Brosnan, Tom Wilkinson.
On je razlog zašto Samuel L. Jackson voli nogometni klub Liverpool.

## Glumački stil
Robert je poznat kao osoba koja ozbiljno pristupa poslu.Potpuno se uživljava u ulogu.
Kad je trebao glumiti vozača autobusa, išao je na vozački ispit za kategoriju autobusa.
Za ulogu Hitlera,slušao je sva djela Richarda Wagnera.
U filmu "28 tjedana poslije" u pripremi za scenu zaraze virusom, mlatio je glavom o prozor s ojačanim staklom, pa ga je glava boljela tri dana. 

## Privatni život
Od 1997. godine oženjen je sa šminkericom Anastasiom Shirley, s kojom ima troje djece.
Otac Joe umro je u siječnju 2006. godine.

## Vanjske poveznice
- Robert Carlyle u internetskoj bazi filmova IMDb-u (engl.)